# Adrien-Joseph Larribeau
Adrien-Joseph Larribeau (La Romieu, 4 febbraio 1883 – Montbeton, 12 agosto 1974) è stato un vescovo cattolico e missionario francese.

## Biografia
Adrien-Joseph Larribeau nacque il 4 febbraio 1883 a La Romieu.
Dopo gli studi primari a La Romieu, entrò prima al seminario minore ed in seguito nel maggiore ad Auch. Nel 1904 entrò nel seminario delle missioni estere di Parigi dove completò gli studi di teologia. Venne selezionato per la missione in Corea e il 7 dicembre 1906 si imbarcò per raggiungere Penang. Giunto in Malaysia, fu ordinato presbitero il 10 marzo 1907. Il 16 aprile seguente si rimise in viaggio e giunse a destinazione a Seul il 23 maggio successivo.
Iniziò subito lo studio della lingua coreana e come primo incarico fu inviato nella missione di Wŏnsan. Qui, nonostante la vastità del territorio della missione, si adoperò per dare assistenza all'esigua popolazione cristiana del luogo, costruendo una nuova chiesa e fondando una scuola elementare per bambini, ma anche con corsi formativi per adulti. Venne in seguito trasferito nel Chungcheong Meridionale e nel 1917 venne trasferito a Seul e nominato parroco della parrocchia di San Giuseppe.

### Ministero episcopale
Il 23 dicembre 1926 papa Pio XI lo nominò Vicario apostolico coadiutore di Corea, assegnandogli la sede titolare di Dusa. Ricevette l'ordinazione episcopale il 1º maggio 1927 per imposizione delle mani dell'arcivescovo Gustave Mutel. Succedette al governo della medesima sede il 22 gennaio 1933, alla morte del suo predecessore.
Gli anni del suo ministero furono particolarmente difficili, in quanto l'espansione in Asia del Giappone si rivelò sempre più aggressiva contro le popolazioni assoggettate e sempre più intollerante verso gli stranieri occidentali. Negli anni riorganizzò le missioni in tutto il territorio della penisola coreana, richiedendo anche l'aiuto dei missionari irlandesi di San Colombano con l'intenzione di fondare una nuova missione nel nord della penisola nella provincia del Kangwon in vista della possibile erezione di un nuovo vicariato. Il suo lavoro fu però presto ostacolato dalle autorità giapponesi.
Con lo scoppio della seconda guerra mondiale, la situazione politica e sociale in Corea divenne insostenibile, perciò monsignor Larribeau decise di rassegnare le proprie dimissioni il 5 gennaio 1942, dopo 9 anni di ministero. Continuò a vivere presso il seminario maggiore di Seul, chiuso dai giapponesi, e a servire i bisognosi della comunità.
Con la fine della guerra, la Corea entrò in una crisi totale, in quanto divenne lo scenario della contesa per il dominio tra Unione Sovietica e Stati Uniti. La Corea si ritrovò nuovamente trascinata in una nuova guerra, da cui uscì divisa in due stati il 27 luglio 1953.
Nella Corea del Sud, posta sotto la protezione e l'influenza degli Stati Uniti, si poté ristabilire la libertà religiosa. Il 23 giugno 1958 papa Pio XII eresse con la bolla Sacro suadente il nuovo vicariato apostolico di Daejeon e nominò monsignor Larribeau primo vescovo vicario il 4 luglio seguente. Fu padre conciliare durante il Concilio Vaticano II partecipando a tutte le quattro sessioni. Quasi 4 anni dopo, Il 10 marzo 1962 papa Giovanni XXIII elevò il vicariato a diocesi con la bolla Fertile Evangelii semen nominandolo primo vescovo.
Il 6 novembre 1963 si ritirò per ragioni d'età e gli venne assegnata la sede titolare di Tinis. Tornato in Francia, visse l'ultimo periodo della sua vita a Montbeton, dove morì il 12 agosto 1974 all'età di 91 anni.

## Genealogia episcopale e successione apostolica
La genealogia episcopale è:
- Cardinale Scipione Rebiba
- Cardinale Giulio Antonio Santori
- Cardinale Girolamo Bernerio, O.P.
- Arcivescovo Galeazzo Sanvitale
- Cardinale Ludovico Ludovisi
- Cardinale Luigi Caetani
- Cardinale Ulderico Carpegna
- Cardinale Paluzzo Paluzzi Altieri degli Albertoni
- Papa Benedetto XIII
- Papa Benedetto XIV
- Papa Clemente XIII
- Cardinale Marcantonio Colonna
- Cardinale Giacinto Sigismondo Gerdil, B.
- Cardinale Giulio Maria della Somaglia
- Cardinale Carlo Odescalchi, S.I.
- Vescovo Eugène de Mazenod, O.M.I.
- Cardinale Joseph Hippolyte Guibert, O.M.I.
- Cardinale François-Marie-Benjamin Richard
- Arcivescovo Gustave Mutel, M.E.P.
- Vescovo Adrien-Joseph Larribeau, M.E.P.

La successione apostolica è:
- Arcivescovo Paul Ro Ki-nam (1942)